# Aéroport de Lal Bahadur Shastri
L'Aéroport international de Lal Bahadur Shastri ou Aéroport international de Varanasi (code IATA : VNS • code OACI : VIBN) est un aéroport public situé à Babatpur à 18 km au Nord-ouest de Bénarès/Varanasi dans l'état de l'Uttar Pradesh en Inde.

## Histoire
L'aéroport de Bénarès a été officiellement renommé Aéroport de Lal Bahadur Shastri Airport en octobre 2005.
Le Conseil des ministres de l'Inde lui a donné son statut d'aéroport international le 3 octobre 2012.

## Situation
| \| 300 km1:23 714 000 \| Delhi Bombay Madras Bangalore Calcutta Hyderabad Cochin Ahmedabad Goa Pune Thiruvananthapuram Calicut Lucknow Guwahati Srinagar Jaipur Bhubaneswar Coimbatore Nagpur Indore Mangalore Visakhapatnam Patna Amritsar Chandigarh Tiruchirappalli Jammu Raipur Bénarès Agartala Port Blair Vadodara Imphal Bagdogra Madurai Bhopal Ranchi Aurangabad Udaipur Leh Tirupati Rajkot Jodhpur Dehradun Dibrugarh Silchar Gaya Cannanore Vijayawada Surate Durgapur Jamnagar Belagavi Hubli-Dharwad Khajurâho Nanded Aizawl Dimapur Agra Bathinda |
| 300 km1:23 714 000 |

## Compagnies et destinations
| Compagnies         | Destinations | Refs.  |
| ------------------ | --- | ------ |
| Air India          | Agra, Colombo-Bandaranaike, Delhi-Indira Gandhi, Gaya, Khajurâho (en), Kolkata, Lucknow-Amausi, Bombay-Chhatrapati-Shivaji                                                                                  | [ 3 ]  |
| Air India Express  | Charjah | [ 4 ]  |
| Buddha Air         | Katmandou-Tribhuvan | [ 5 ]  |
| IndiGo             | Ahmedabad-Sardar-Vallabhbhai-Patel, Bangalore-Kempegowda, Bangkok-Suvarnabhumi, Delhi-Indira Gandhi, Goa-Dabolim, Guwāhāti, Hyderabad-R. Gandhi, Jaipur, Calcutta-N. S. C. Bose, Bombay-Chhatrapati-Shivaji | ,      |
| Malindo Air        | Kuala Lumpur | [ 9 ]  |
| SpiceJet           | Ahmedabad-Sardar-Vallabhbhai-Patel, Bangalore-Kempegowda, Madras (Chennai), Delhi-Indira Gandhi, Hyderabad-R. Gandhi, Jaipur, Calcutta-N. S. C. Bose, Bombay-Chhatrapati-Shivaji, Tirupati                  | ,      |
| SriLankan Airlines | Colombo-Bandaranaike | [ 12 ] |
| Thai AirAsia       | Charter : Bangkok-Don Muang |        |
| Thai Smile         | Bangkok-Suvarnabhumi | [ 13 ] |

Édité le 19/04/2019

## Statistiques
Pour des raisons techniques, il est temporairement impossible d'afficher le graphique qui aurait dû être présenté ici.

Voir la requête brute et les sources sur Wikidata.

## Galerie

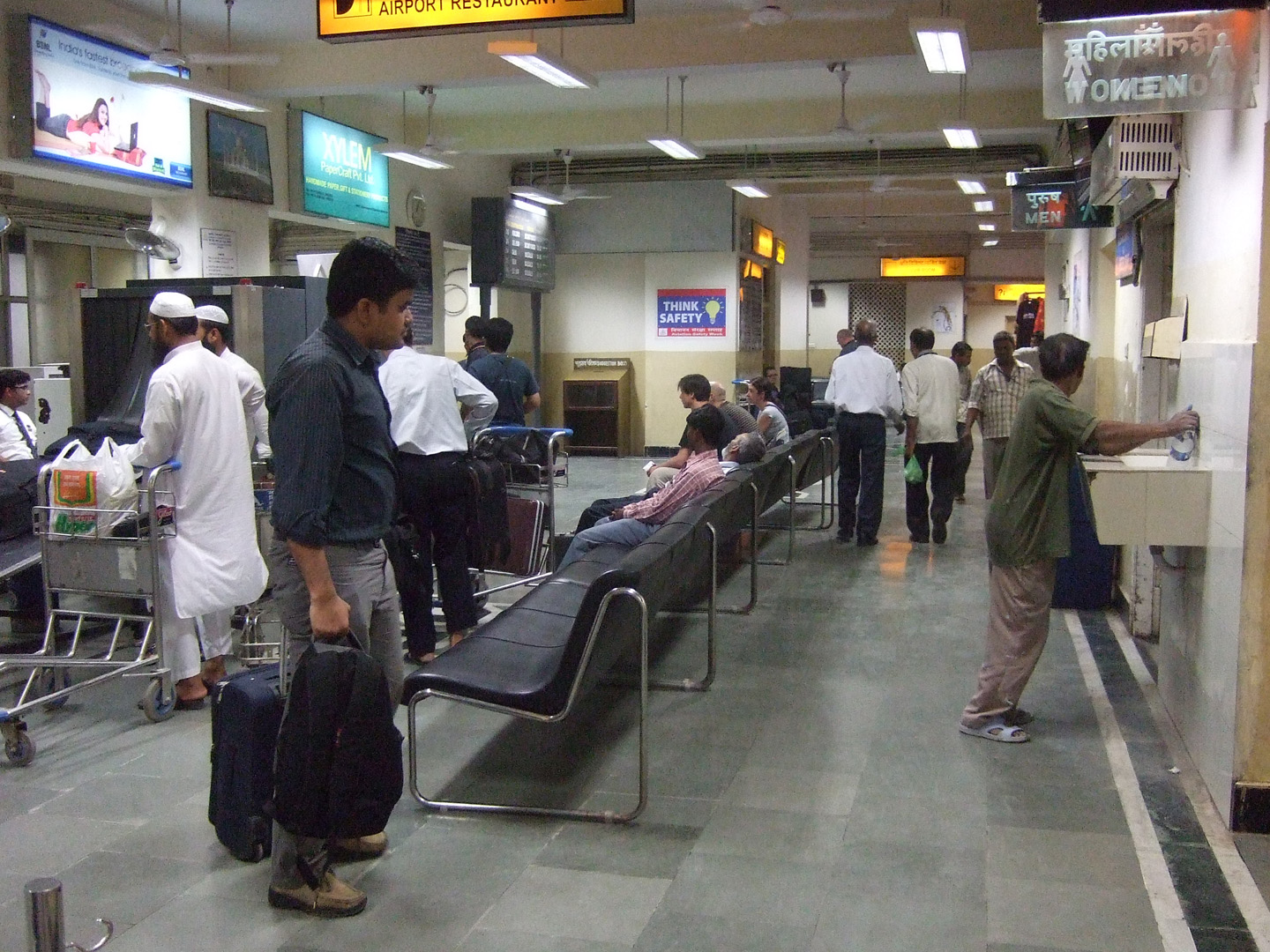
Intérieur de l'ancien aéroport de Varanasi.
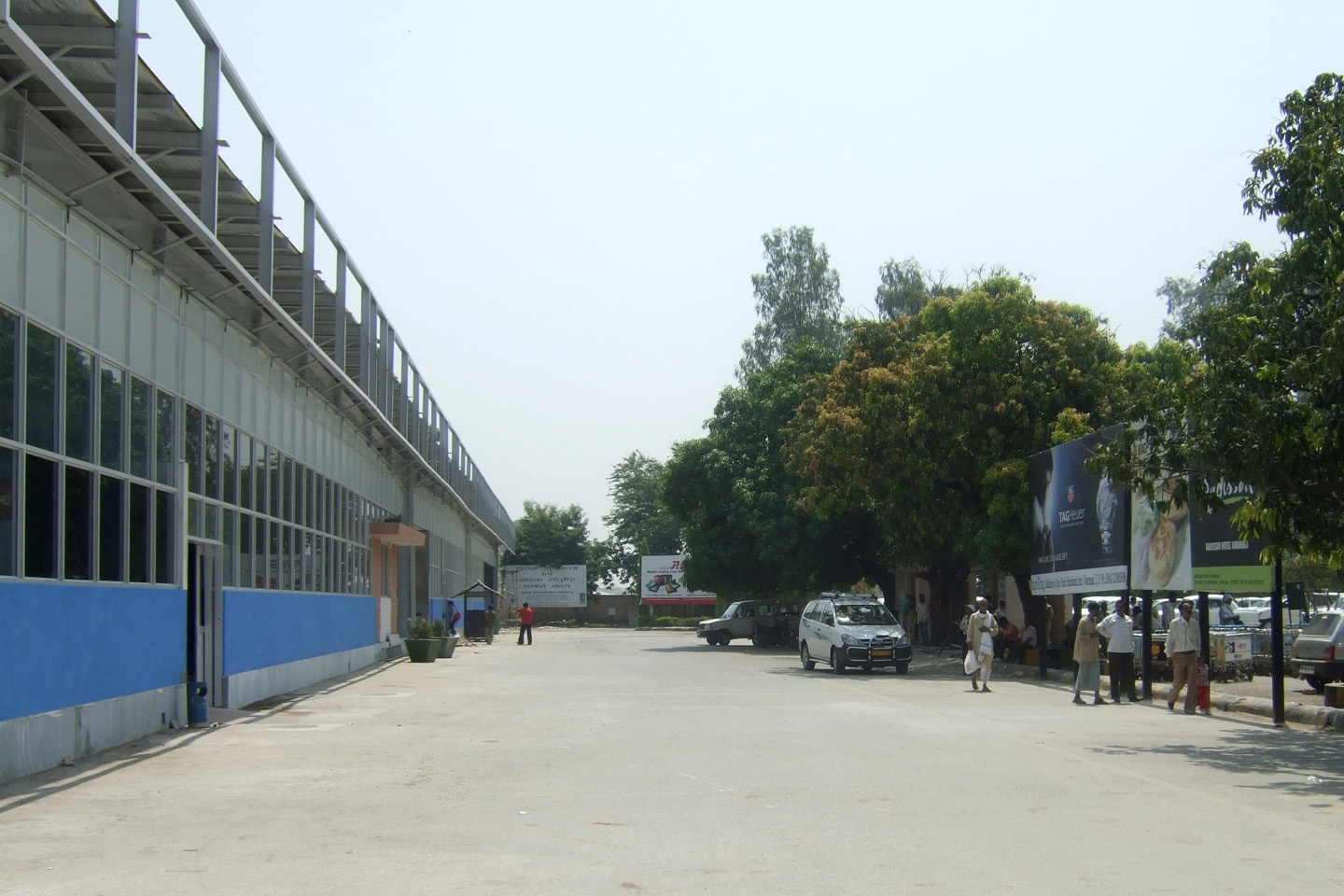
Extérieur de l'ancien aéroport, 2008
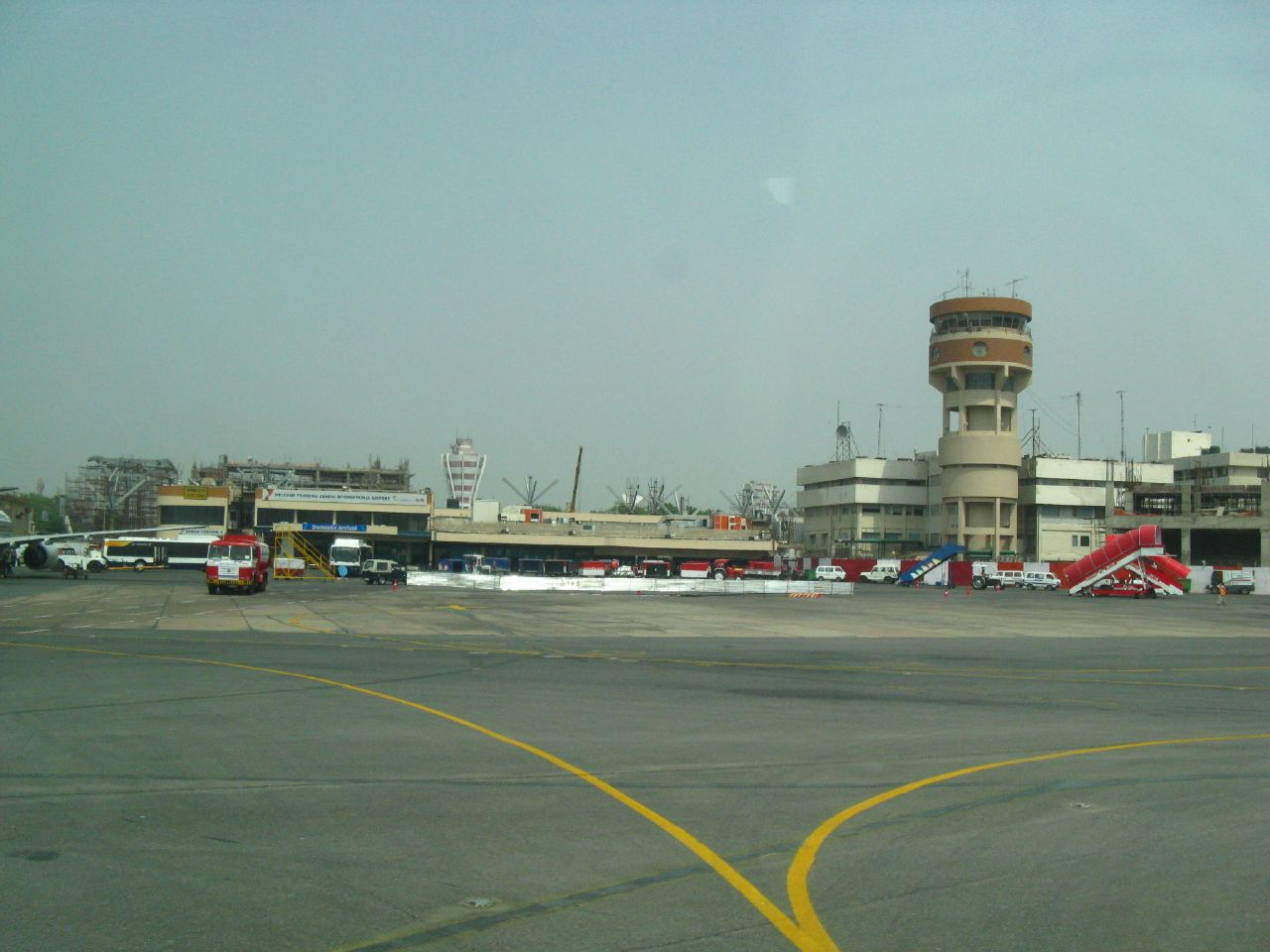
Piste.